# 瓦列莉亞·魯克楊諾娃
瓦列莉亞·魯克楊諾娃 (烏克蘭語：Валерія Лук'янова)  （1985年8月23日—），是烏克蘭敖德薩人，工作是模特兒。她以自稱是真人版芭比娃娃著名。

## 評論
http://www.inquisitr.com （页面存档备份，存于） 網站稱：“她有大而晶瑩的藍眼珠，長直淡金髮，細小的腰肢，大胸脯，雖然她沒有美泰兒的芭比娃娃的身材比例，但在現實世界中，她是最接近芭比娃娃的真人。”有人懷疑她是「Photoshop」繪圖軟體製作出來的噱頭。瓦列莉亞在「臉書」社交網站上增加自己淡妝的照片，證明她真有其人。有網站認為她經歷了多次外科手術整形才變成這樣。

### 外部連結
- Valeria Amatue21 Lukyanova （页面存档备份，存于）